# Guido Aycard
Guido Aycard (Genova, 5 ottobre 1903 – Genova, 5 ottobre 1993) è stato un calciatore e allenatore di calcio italiano, di ruolo centrocampista.

## Carriera
Cresciuto nel Genoa, esordisce nella stagione 1921-1922 segnando un gol nel suo primo incontro disputato.
La stagione seguente conquista con i rossoblu lo scudetto, grazie ad un'unica presenza, impreziosita da un'altra rete.
Nelle stagioni seguenti rimane ai margini della prima squadra.
Nel 1928 lascia il Grifone per passare all'Unione Sportiva Sestri Levante, club con il quale rimane due anni.
In seguito passa al Derthona e al Pontedecimo.
Chiude la carriera nel Ravenna, nel doppio ruolo di calciatore e allenatore.
Durante il periodo fascista, italianizzò il nome in Alicardi.
Morì a Genova nel giorno stesso di compiere 90 anni.

## Palmarès

### Club

#### Competizioni nazionali
- Campionato italiano: 2

Genoa: 1922-1923 e 1923-1924